# Emilio de la Forest de Divonne
Emilio de la Forest de Divonne (* 7. September 1899 in Gaeta; † 25. Juli 1961 in Turin) war ein italienischer Jurist, Politiker und Sportfunktionär.

## Werdegang
Conte Emilio de la Forest de Divonne entstammte einer Aristokratenfamilie, deren Mitglieder vor allem im Militär aktiv waren. Er schloss ein Studium der Rechtswissenschaften an der Università degli Studi di Torino und war als Vorsitzender der Bank A. Grasso e F. sowie Ratsmitglied der Unione Finanziamenti Industriali. Während der XXX. Legislaturperiode des Königreichs Italien gehörte er unter Benito Mussolini als consiglieri nazionale für die Partito Nazionale Fascista der Camera dei fasci e delle corporazioni an.
Im Jahr 1936 wurde er Präsident des damaligen Mehrspartensportvereins Juventus Turin. Emilio de la Forest de Divonne trat die Nachfolge des Triumvirats Enrico Craveri-Giovanni Mazzonis-Andrea Remmert an, das die Aufgaben nach dem Unfalltod Edoardo Agnellis am 15. Juli 1935 ad interim übernommen hatte und auf Druck des faschistischen Politikers Piero Gazzotti abgesetzt worden war, da dieser dem Klub eine faschistische Führung des Klubs aufzwingen wollte. Während seiner Präsidentschaft gewann Juventus die 1937/38 erstmals in der Vereinsgeschichte die Coppa Italia. Außerdem wurden die Abteilungen für Eishockey und Schwimmen innerhalb des Vereins gegründet und erstmals Italien Dauerkarten für Fußball-Heimspiele eingeführt, um die Treue der Fans während des Zweiten Weltkriegs zu fördern. Der Erfolg dieser Aktion führte dazu, dass sie von anderen Vereinen des Landes übernommen wurde.
Am 27. Januar 1945 endete Emilio de la Forest de Divonnes Präsidentschaft bei Juventus Turin. Sein Nachfolger wurde Piero Dusio. Er starb im Juli 1961 im Alter von 62 Jahren in Turin und wurde auf dem Cimitero monumentale di Torino beigesetzt.